# Прокіпчак Іван
Прокіпчак Іван (1917–1991) — український і словацький письменник, публіцист, громадський діяч. Член Спілки словацьких письменників.

## З біографії
Народ. 6 січня 1917 р. у с. Меджилабірці Гуменського округу (Словаччина). У 1935 р. закінчив Пряшівську учительську семінарію, у 1968 — педагогічний факультет Пряшівського відділення університету ім. Шафарика. Перший вірш «Мати» надрукований у «Букварі» (1937). Був одним із засновників журналу «Дукля», працював директором української школи-інтернату в Гуменному, виконував обов'язки голови ЦК КСУТ. Помер 26 лютого 1991 р. у Гуменному (Словаччина).

## Творчість
Автор збірки оповідань та повістей «Ранок» (1952), «Піднімається хлібороб» (1954), «Боротьба починається» (1956), «Вибоїни» (1965), «Пелюстки провесни»(1977), «Світанки» (1978).
Окремі видання:
- Прокіпчак І. Шлях батьків. — Пряшів, 1987. — 130 с.